# George Dutton
George Dutton (* 19. Dezember 1899 in Massachusetts; † 13. Mai 1977 in San Marcos, Kalifornien) war ein US-amerikanischer Filmtechniker, Tontechniker und Tonmeister, der fünf Mal für einen Oscar nominiert war.

## Leben
Dutton begann seine Laufbahn als Film- und Tontechniker in der Filmwirtschaft Hollywoods und war erstmals an der Entstehung des Films The Crime Nobody Saw (1937) von Charles Barton beteiligt. Im Laufe seiner Karriere wirkte er an der Entstehung von rund zwanzig weiteren Filmen mit.
Ende der 1930er-Jahre wirkte er unter anderem bei der Produktion von Filmen aus der Bulldog Drummond-Reihe mit, die als Fortsetzung des erfolgreichen Kriminalfilms Bulldog Drummond (1929) von F. Richard Jones gedacht war, und zu der Filme wie Bulldog Drummond – Abenteuer in Afrika (1938) von Louis King und Scotland Yard blamiert sich (1939) von James P. Hogan gehören.
Bei der Oscarverleihung 1944 wurde er zusammen mit den Fotografen Farciot Edouart und Gordon Jennings für den Oscar in der Kategorie beste visuelle Effekte im Film Mutige Frauen (1943) von Mark Sandrich nominiert. 1945 war er abermals mit Edouart und Jennings für den Oscar für die besten visuellen Effekte in Dr. Wassells Flucht aus Java (1944) von Cecil B. DeMille nominiert. Eine dritte Nominierung für die besten visuellen Effekte erfolgte bei der Oscarverleihung 1948 zusammen mit Edouart und Jennings sowie Devereaux Jennings, W. Wallace Kelley und Paul K. Lerpae für den Film Die Unbesiegten (1947) von Cecil B. DeMille.
1958 war er für einen Oscar für den besten Ton in dem Western Zwei rechnen ab (1957) von John Sturges. Eine letzte Nominierung erhielt Dutton schließlich erneut für die Kategorie bester Ton bei der Oscarverleihung 1959 für den Thriller Vertigo – Aus dem Reich der Toten (1958) von Alfred Hitchcock.